# 1771

سنة 1771 كانت سنة بسيطة تبدأ يوم الثلاثاء (سوف يظهر الرابط التقويم الكامل للعام) حسب التقويم الميلادي، وسنة بسيطة تبدأ يوم السبت حسب التقويم اليولياني.

## أحداث
- 9 يناير - الإمبراطور غو-موموزونو يتولى عرش اليابان بعد تنحي عمته.

## مواليد
- جيمس فينر
- راحيل فارنهاجن
- لاسكارينا بوبولينا

## وفيات
- فيليب ميلر
- فرانسوا أنطوان